# Brian Azzarello
Brian Azzarello (Cleveland, 11 agosto 1962) è un fumettista e scrittore statunitense. È principalmente noto per la serie 100 Bullets.

## Biografia
Azzarello inizia la sua carriera collaborando con Comico Comics per Lady Bathory, Red Dragon e Smash Mouth Comics. Notato dall'editor Karen Berger, DC Comics gli affida il personaggio di Johnny Double. Conosce Eduardo Risso, ed insieme danno vita al successo 100 Bullets (1999).
In seguito lavora per due anni su Hellblazer.
Dalla collaborazione con Lee Bermejo sono nati gli apprezzati Batman/Deathblow: Fuoco incrociato, Lex Luthor: Man of Steel e Joker HardCover.

### Vita privata
Azzarello vive a Chicago con la moglie Jill Thompson.

## Riconoscimenti
Azzarello e Eduardo Risso hanno ricevuto l'Eisner Award 2001 per la serie 100 Bullets.

## Opere

### Storie a fumetti
- Primer, n. 1 (1996), Comico; con Vincent Proce
- Jonny Double (1998), four-issue miniseries, Vertigo; con Eduardo Risso
- 100 Bullets (1999), Vertigo; con Eduardo Risso
- Hellblazer n. 146-174 (2000-2002), Vertigo; con Marcelo Frusin, Richard Corben, Steve Dillon, Guy Davis e Giuseppe Camuncoli
- Startling Stories: Banner (2001), Marvel Comics; con Richard Corben
- El Diablo (2001), Vertigo; con Danijel Žeželj
- Cage (2002), Marvel Comics; con Richard Corben
- Spider-Man's Tangled Web n. 14 (2002), Marvel Comics; con Scott Levy e Giuseppe Camuncoli
- Sgt. Rock: Between Hell and a Hard Place (2003), DC Comics; con Joe Kubert
- Batman/Deathblow: Fuoco incrociato (Batman/Deathblow: After the fire, 2003), DC Comics/WildStorm; con Lee Bermejo
- Batman: Città Spezzata (Batman: Broken City) n. 620-625 (2003-2004), DC Comics; con Eduardo Risso
- Superman: For Tomorrow, n. 204-215 (2004-2005), DC Comics; con Jim Lee. Edito in italiano nel 2010 da Planeta De Agostini con il titolo Superman, per il domani
- Lex Luthor: Man of Steel (2005), DC Comics; con Lee Bermejo
- Loveless (2005), Vertigo; con Marcelo Frusin
- Deathblow (2006), Wildstorm; con Carlos D'Anda
- Joker HC (2008), DC Comics; con Lee Bermejo
- Wonder Woman (2011-...) Dc Comics; con Cliff Chiang
- Batman: Damned (2019), DC Comics; con Lee Bermejo

### Storie brevi
- Weird War Tales n. 1 (1997), "Ares", Vertigo; con James Romberger
- Gangland, n. 1 (1998), "Clean House", Vertigo; con Tim Bradstreet
- Heartthrobs n. 2 (1999), "The Other Side of Town", Vertigo;  con Tim Bradstreet
- Strange Adventures n. 4 (1999), "Native Tongue", Vertigo;  con Essad Ribic
- Batman: Gotham Knights n. 8 (2000), "Batman Black & White", DC Comics; con Eduardo Risso
- Vertigo Secret Files: Hellblazer n. 1 (2000), Vertigo; con Dave Taylor
- Flinch n. 2, 10 & 13  (2000) "Food Chain", "Last Call", e "The Shaft", Vertigo; con Eduardo Risso, Daniel Zezelj & Javier Pulido
- Winter's Edge n. 3 (2000) "100 Bullets: Silencer Night", Vertigo; con Eduardo Risso
- Wildstorm Summer Special (2001), "Zealot: Apple Read"; Wildstorm; con Brian Stelfreeze
- 9-11 - The World's Finest Comic Book Writers & Artists Tell Stories to Remember n. 2 (2002), "America's Pastime", DC Comics; con Eduardo Risso
- JSA All-Stars n. 6 (2003), DC Comics; con Eduardo Risso
- DC Comics Presents: Green Lantern n. 1 (2004), Penny for Your Thoughts, Dollar For Your Destiny, DC Comics; con Norm Breyfogle
- Solo  n. 1 & 6 (2005) "Low Card in the Hole" e "Poison", DC Comics; con Tim Sale e Jordi Bernet
- Tales of the Unexpected n. 1-8 (2006-2007), DC Comics; con Cliff Chiang